# エリッサ (歌手)
エリッサ (アラビア語: إليسا‎, 英語: Elissa) こと エリッサ・ザカリア・コーリー (アラビア語: إليسار زكريا خوري‎, 英語: Elissar Zakaria Khoury)（1971年10月27日 - ）は、レバノンの歌手である。アラブ世界で最も大きなセールスを記録する女性歌手で、3度のワールド・ミュージック・アワードを含む多くの賞を獲得している。エリッサはアラブでは、ラゲブ・アラマ、シェブ・マミ、ファドル・シェイカー、クリス・デ・バー、ジプシー・キングスなど国際的に活躍するアーティストとのコラボレーションをしていることでも知られている。

## 略歴
エリッサはレバノン人の父とシリア人の母の下に生まれ、1992年にレバノンの音楽オーディション番組『Studio El Fan』で銀メダルを獲得した。
1999年にデビュー・アルバム『Baddi Doub』をEMIから発表すると、アラブ世界では大きなヒットとなり、レバノンと中東で 15万枚以上のセールスを記録した。このアルバムの成功により、2000年にエリッサはカンヌ国際音楽祭へ出演した。
2000年に発表した 2ndアルバム『W'akherta Ma'ak』は、160万枚以上のセールスを記録した。イギリス人ミュージシャンであるスティングのオープニングアクトとしてエジプトのピラミッドで演奏をしたり、ドバイで元アメリカ大統領のビル・クリントンやヨルダン王妃ラーニアの前で演奏をした。
2002年6月には、3rdアルバム『Ayshalak』を発表した。そして、ファッションブランドのクリスチャン・ディオールや、ペプシコーラのアラブ社会でのイメージスターとなった。
2004年にはアラブのメジャー・レーベル ロターナ と契約し、4枚目のアルバム『Ahla Donya』を発表した。このアルバムは、2005年のワールド・ミュージック・アワードで、中東・北アフリカ部門のベスト・セールス・アルバム賞を獲得した。
2006年には5枚目のアルバム『Bastanak』を発表し、620万枚のセールスを記録した。このアルバムの売上より、2007年のワールド・ミュージック・アワードで再度中東部門のベスト・セールス・アルバム賞を獲得した。
2007年12月には6枚目のアルバム『Ayami BIK』を発表し、2009年12月には7枚目のアルバム『Tsadaq Bmein』を発表した。『Tsadaq Bmein』は中東で 75万枚以上のセールスを記録するヒットとなった。2010年のワールド・ミュージック・アワードで 3回目となる中東部門のベスト・セールス・アルバム賞を獲得した。

## コラボレーション
- 「Bitghib Betrouh」 - レバノンの歌手ラゲブ・アラマとのデュエット
- 「Baddi Doub」 - フランスの歌手ジェラール・フェレールとのデュエット
- 「Lebanese Nights」 - アイルランドの歌手クリス・デ・バーとのデュエット
- 「Halili」 - アルジェリアの歌手シェブ・マミとのデュエット
- 「Jowa el Rouh」 - パレスチナの歌手フェドル・シェイカーとのデュエット
- 「Wehyat El Hob」 - トルコの歌手エムラとのデュエット

## ディスコグラフィ
- Baddi Doub （1999年）
- W'akherta Ma'ak （2000年）
- Ayshalak （2002年）
- Ahla Donya （2004年）
- Bastanak （2006年）
- Ayami Beek （2008年）
- Tsadaq Bmein （2009年）
- As'ad Wahda （2012年）